# جو شير
جو شير (بالإنجليزية: Joe Shear)‏ هو سائق سباق أمريكي، ولد في 8 مايو 1943، وتوفي في 9 مارس 1998.